# アンベール2世 (ヴィエノワのドーファン)

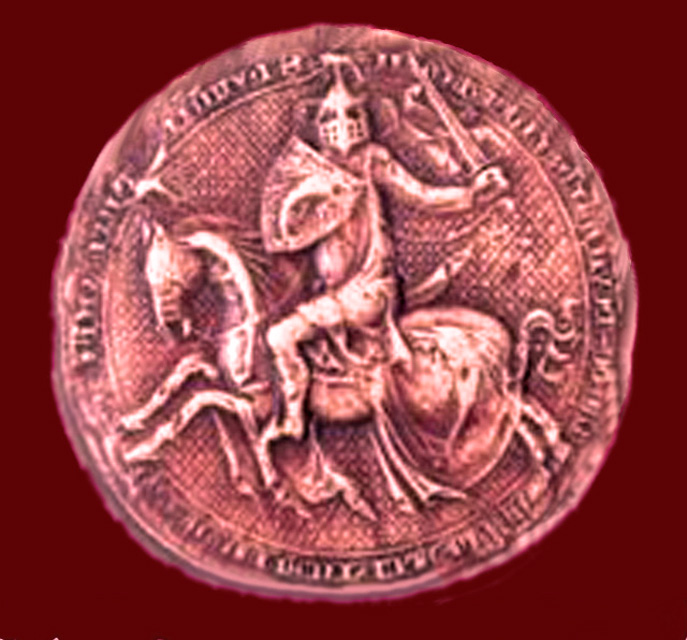
アンベール2世のシール

アンベール2世（フランス語：Humbert II, 1312年 - 1355年5月4日）は、ヴィエノワのドーファン（在位：1333年 - 1349年7月16日）。ドーファンの称号がフランス王太子に与えられるようになる前の最後のドーファンである。

## 生涯

### 生い立ち
アンベール2世はヴィエノワのドーファン・ジャン2世とベアトリス・ド・オングリーの息子である。同時代の人々によると、アンベール2世は無能で贅沢な人物であり、兄ギーニュ8世のような好戦的な熱意に欠けていた。ナポリにおいてイタリアのトレチェント美術に囲まれて青春時代を過ごした。後にアンベールの居城となるボーヴォワール＝アン＝ロワイヤンの宮廷は贅沢なことで知られていた。自らの城を絶えず移動していた兄とは異なり、アンベール2世はボーヴォワールに定住することを好んだ。アンベール2世は重税を課すことはなかったが、国庫を使い果たしてしまった。

### 戦いと政治
1333年に兄ギーニュ8世が亡くなり、アンベールがドーフィネを継承したとき、サヴォイア伯アイモーネと戦争状態にあった。しかし1年のうちに、フランス王フィリップ6世はアンベールとサヴォイア伯の間を仲介し停戦させることができた。1333年、神聖ローマ皇帝ルートヴィヒ4世は、この地域におけるフランスの影響力に対抗しようとし、アンベールにアルル王国を与え、サヴォイア、プロヴァンス、およびその周辺地域に対する全権を獲得する機会を与えた。アンベールは王位を手にすることやそれにより周囲と争うことに気乗りしなかったため、辞退した。その後、アンベールは経済的にフィリップ6世にますます依存するようになった。
アンベールは、ナポリ王ロベルト1世の妹ベアトリーチェの娘でロベルト1世の姪にあたるマリア・デル・バルツォと結婚した。アンベールの一人息子アンドレは1335年10月に2歳で亡くなった。1337年までにアンベールは相続財産を譲渡する計画を立て、アンベールはまずロベルト1世にそれを提案したが、ロベルト1世はその条件が気に入らなかったため断った。1339年、財政難が深刻化したため、教皇ベネディクト12世に売却することを考え、領地の目録を作成した。
1345年5月、アンベールは教皇クレメンス6世が招集した教皇艦隊を率いてマルセイユを出港した。第2回スミルナ十字軍はアイドゥン侯国に対して行われた。これは、1345年1月の休戦中に破壊された大聖堂で礼拝をおこなっていたキリスト教徒がトルコ守備隊から攻撃されたことに対抗し、奪還されたキリスト教徒の港であるスミルナを支援することを目的としていた。アンベール率いる艦隊は航海中、ロードス島付近でジェノヴァ軍に攻撃された。アンベールはまた、ボドニツァ辺境伯領をめぐるバルトロメオ・ザッカリアとグリエルマ・パラヴィチーニの間の争いにヴェネツィアから介入するよう要請された。1346年にアンベールがスミルナの支配権をかけた戦いより、1402年にティムールに占領されるまで、56年間にわたってこの街をキリスト教徒が統治することになった。アンベールの支配下において聖カタリナ修道会が創設された。
アンベールの妃マリアは1347年の初め頃、アンベールが十字軍から戻る直前に亡くなった。帰国途中、ロベルト1世の後にナポリ王位を継承しサヴォイアの支援を受けたナポリ女王ジョヴァンナ1世との戦いにおいて、モンフェッラート侯ジョヴァンニ2世およびサルッツォ侯トンマーゾ2世側に加わった。教皇クレメンス6世が双方を交渉に持ち込んだ際、その条件としてアンベールがサヴォイア伯アイモーネの娘ビアンカと結婚することも検討されたが、合意には至らなかった。
教皇への領地の売却計画は失敗したが、アンベールは1349年にフランス王フィリップ6世への売却を40万エキュと年金でまとめることに成功した。しかし、主権を維持するために、この売却は「譲渡」と呼ばれた。称号が消滅したり、別の称号に取り込まれたりするのを防ぐため、アンベールはドーフィネが多くの税金や課徴金を免除される「デルフィナル法」を制定した。地方の支配者たちが王国に対して自治権と特権を守ろうとしたため、この法律は多くの地方の議会で議論されることとなった。

### 聖職者として

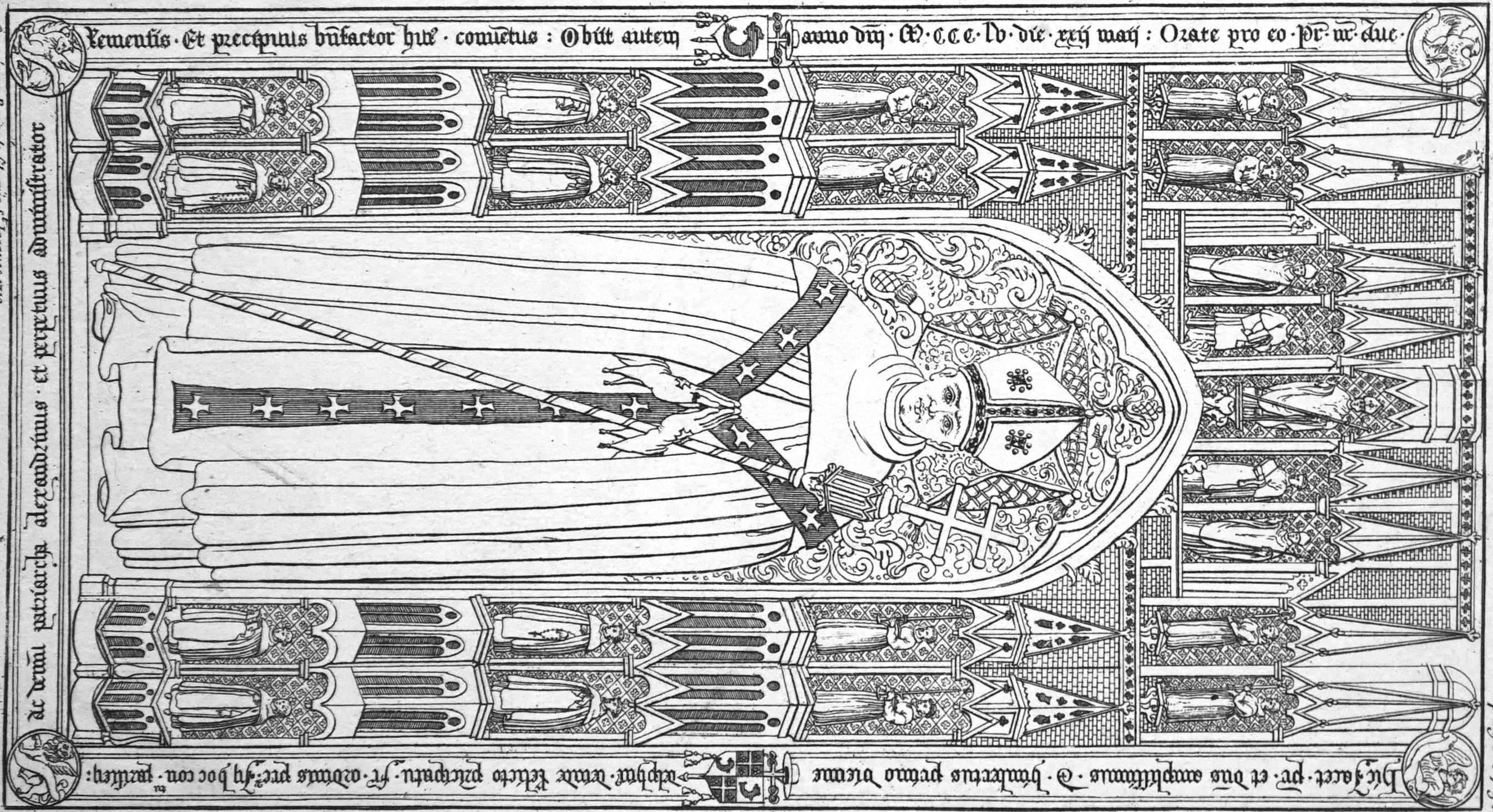
アンベール2世の墓

領地を譲渡した後、アンベールはドミニコ会に入り、2年後にアレクサンドリア総主教となった。1351年にロドルフ・ド・シセをグルノーブル司教に聖別した。アンベールが1355年にクレルモン＝アン＝オーヴェルニュにおいて43歳で死去したことが、ヴォヴェールの死者名簿に記されている。そこにはアンベールはアレクサンドリア総主教として記録されている。アンベールの遺体はパリのジャコバン修道院の教会（現存しない）に埋葬された。